# Monotoma americana
Monotoma americana es una especie de coleóptero de la familia Monotomidae.

## Distribución geográfica
Habita en Quebec, Ontario y Argentina.